# Бикари
Бѝкари (на италиански: Biccari, на местен диалект Vìcchere, Викере) е малко градче и община в Южна Италия, провинция Фоджа, регион Пулия. Разположено е на 450 m надморска височина. Населението на общината е 2893 души (към 2010 г.).